# Солнечный (Якутия)
Солнечный — посёлок городского типа в Усть-Майском районе Республики Якутия России.  Административный центр муниципального образования Городское поселение посёлок Солнечный. Население 700 чел. (2023) .

## История

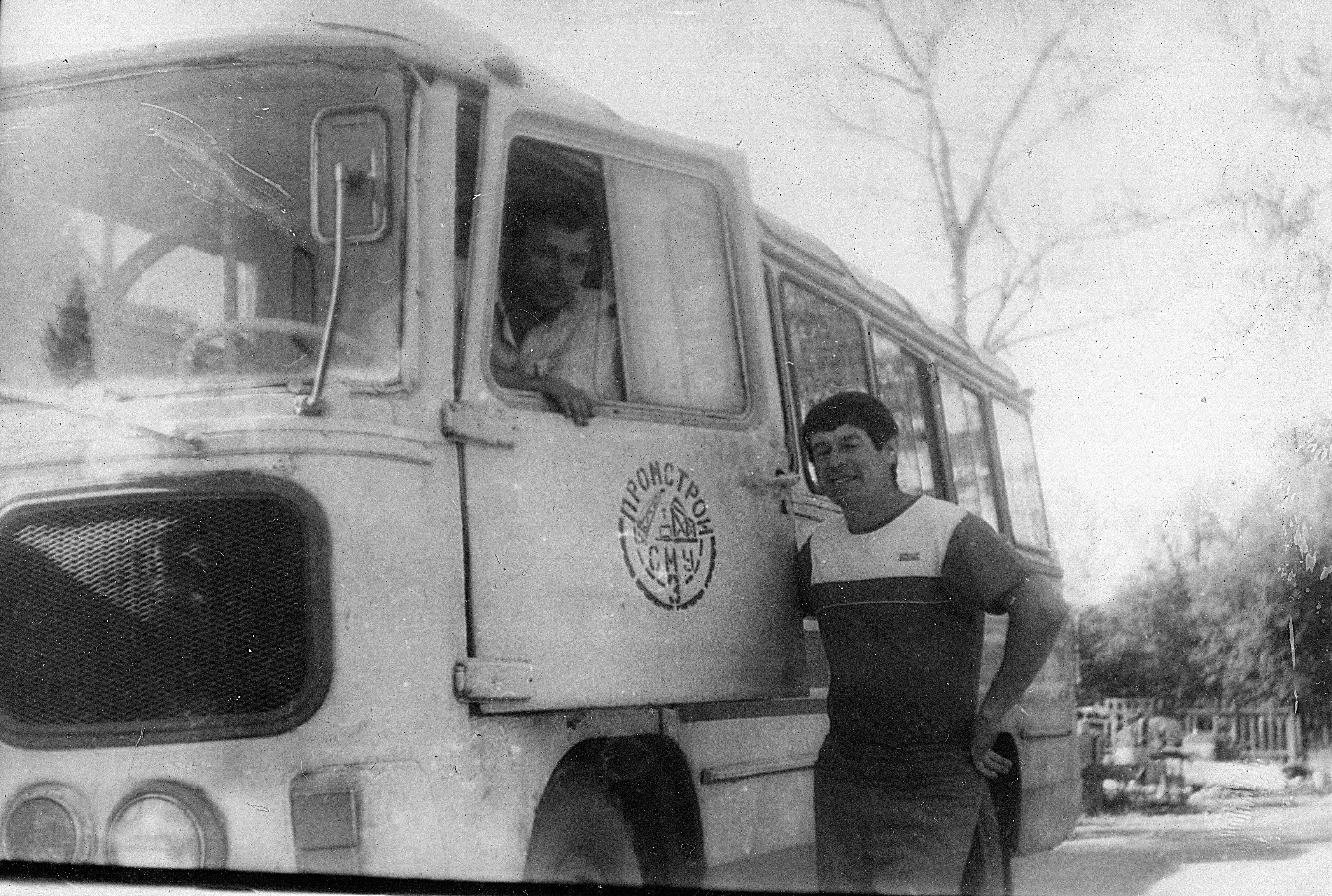
Водители кооператива Промстрой в Солнечном, занимавшиеся перевозкой людей между посёлками Солнечный, Аллах-Юнь и Усть-Мая в Якутии в 1989—1990 годах. Также перевозили грузы, принятые в порту Усть-Мая. Рабочие Промстроя (около 100 человек) строили (1) помещение для БЕЛАЗов в Солнечном и (2) помещение для модульного обогатительного комплекса ПРОК-400 в Аллах-Юнь по переработке золота (400 тонн руды в сутки).

Основан в 1964 году. Статус посёлка городского типа — с 1972 года. В 1972—1992 годах был центром Усть-Майского района.

## Население
| 1979  | 1989  | 2002  | 2009  | 2010  | 2011  | 2012 |
| ----- | ----- | ----- | ----- | ----- | ----- | ---- |
| 1360  | ↗2193 | ↘1272 | ↘1176 | ↘1034 | ↘1023 | ↘977 |
| 2013  | 2014  | 2015  | 2016  | 2017  | 2018  | 2019 |
| ↘921  | ↗937  | ↗1003 | ↘892  | ↘808  | ↗928  | ↘916 |
| 2020  | 2021  | 2023  |       |       |       |      |
| ↗1042 | ↘877  | ↘700  |       |       |       |      |

## Интересные факты
- На сегодня посёлок является «застойным» со слов самих жителей по сравнению с тем, что в нём происходило до перестройки (до 1991 года), некоторые здания являются недостроенными ещё со времён СССР, а транспортная доступность и на сегодня является большой проблемой.
- Солнечный с 1972 года являлся центром Усть-Майского улуса (района), но в 1992 году потерял свой статус. Это связано с тем, что расположение посёлка Усть-Мая руководство улуса (района) посчитало наиболее выгодным, Солнечный находится с краю (ближе к Хабаровскому краю), а Усть-Мая почти в центре улуса (района) и гораздо ближе к городу Якутск.